# Тепляк-розморожувач

Тепляк-розморожувач (теплогараж) — приміщення на підприємстві, де у зимову пору року приймають і розморожують сипкий матеріал, наприклад, рядове вугілля. Влаштовується, зокрема, на збагачувальних фабриках.

## Тепляк-розморожувач вугілля на вуглезбагачувальних фабриках
Узимку вологе вугілля змерзається, що значно ускладнює вуглеприйом. Найефективніший засіб розвантаження вагонів зі змерзлим вугіллям — застосування тепляків-розморожувачів. Час перебування вагонів у тепляку-розморожувачі залежить від ступеня промерзання вугілля і становить 2 — 4 год. Незважаючи на порівняно довгий час розморожування, загальний простій ваго-нів під розвантаженням у цьому випадку виявляється меншим ніж при розван-таженні змерзлого вугілля без відтанення.
Тепляк-розморожувач ІС (опромінювальний, секційний) розрахований на одночасний розігрів 8 — 12 вагонів вантажопідйомністю 60 т.
Випромінювачами тепла є труби, у які подається з котельної пара з тем-пературою 150—160о під тиском 0,6 — 0,7 МПа). Крім того, днища вагонів об-дуваються нагрітим повітрям. Тепляк-розморожувач має чотири секції, кожна з яких складається зі стелевої 5 і бокових 2 вертикальних трубчастих панелей, встановлених на опорах 3. Стелеві і бокові панелі з боку стіни мають відбивні екрани 1 з алюмінієвої фольги. Кожна секція обладнана індивідуальним венти-ляційним пристроєм 4 для активізації руху повітря по днищу напіввагонів і до-даткової передачі тепла конвекцією. Мерзле вугілля у вагонах після обробки у тепляках-розморожувачах відтає на глибину 10 — 12 мм і вільно вивантажуєть-ся. Однак на решітках під вагоноперекидачами залишаються грудки мерзлого вугілля. Для їхнього дроблення застосовують дробильно-фрезерні машини, ударні і вібраційні пристрої та ін.